# Hrabovo, Muncaci
Hrabovo (în ucraineană Грабово) este un sat în comuna Puzneakivți din raionul Muncaci, regiunea Transcarpatia, Ucraina.

## Demografie
Componența lingvistică a localității Hrabovo
     Ucraineană (99,32%)
     Alte limbi (0,68%)
Conform recensământului din 2001, majoritatea populației localității Hrabovo era vorbitoare de ucraineană (99,32%), existând în minoritate și vorbitori de alte limbi.